# Gustav Adolf Seberini

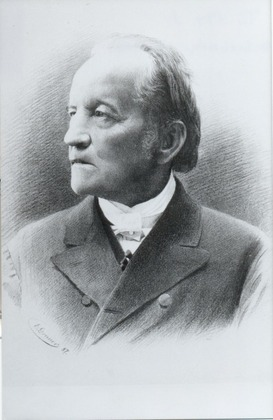
Gusztáv Szeberényi

Gustav Adolf Seberini (andere Schreibweise: Gusztáv, Seberiny(i), Szeberini) (* 14. Oktober 1816 in Kochanócz/Vágkohány, Ungarn (heute Kochanovce, Slowakei); † 19. August 1890 in Békéscsaba) war ein österreichisch-ungarischer Theologe und Politiker.

## Leben
Als Sohn des slowakischen evangelischen Pfarrers, Pädagogen und Schriftstellers Johann Seberini (1780–1857) geboren, besuchte Gustav Adolf Seberini das Gymnasium in Schemnitz, an dem er Mitgründer eines ungarischen Vereins war. Es folgte ein Studium der Physik und der Evangelischen Theologie am Evangelischen Lyzeum in Preßburg und ein Studium der Evangelischen Theologie in Jena, wo er Vorlesungen bei Karl August Hase, Jakob Friedrich Fries und Heinrich Luden besuchte. Während seines Studiums in Jena wurde er 1840/41 Mitglied der Burschenschaft Arminia auf dem Burgkeller.
Nach seinem Studium war er als Privatlehrer und Erzieher bei Joh. Bohus von Világosvár tätig. In Schemnitz wurde er 1842 von seinem Vater ordiniert und war in der Folge als Diakon im Kirchendienst tätig. 1843 erfolgte seine Wahl als Pfarrer in Egyházas-Maróth (Kostolné Moravce). Dort war er nebenbei auch als Notar des Neu-Honter-Komitats tätig. 1853 wurde er Pfarrer in Békéscsaba, wo er für die Gründung eines Gymnasiums verantwortlich war. Er wurde 1867 Senior und 1872 als zweiter Nachfolger seines Vaters Superintendent der Bergdiözese.
Von 1878 bis 1881 war er für die regierende Liberale Partei Abgeordneter im Ungarischen Reichstag. 1890 wurde er Mitglied des ungarischen Magnatenhauses.

## Ehrungen
- 1871: Ehrendoktor (Dr. theol. h.c.) der Evangelisch-Theologischen Fakultät der Universität Wien.